# Abutilon sepalum
Abutilon sepalum är en malvaväxtart som beskrevs av Husain och Baquar. Abutilon sepalum ingår i släktet klockmalvor, och familjen malvaväxter. Inga underarter finns listade i Catalogue of Life.